# Spirostreptus mentaveinsis
Spirostreptus mentaveinsis är en mångfotingart som beskrevs av Filippo Silvestri. Spirostreptus mentaveinsis ingår i släktet Spirostreptus och familjen Spirostreptidae. Inga underarter finns listade i Catalogue of Life.